# Editorial Trieste
La Editorial Trieste fue una editorial española fundada en 1980 en Cambrils (Tarragona). En su breve historia, que va de 1980 a 1990, publicó unos setenta títulos, en colecciones llamadas Biblioteca de Autores Españoles, Biblioteca de Trieste o Biblioteca de Autores Extranjeros.

## Historia
La editorial Trieste fue fundada en 1980 en Cambrils por un jovencísimo Valentín Zapatero, de apenas 21 años, junto con Oriol Castanys y la traductora Isabel López Sancho. Con solo dos títulos a sus espaldas (En el curso del tiempo, de Wim Wenders y Jean le Bleu, de Jean Giono) y una distribución deficiente, Zapatero se deshizo de sus socios y le propuso a un joven Andrés Trapiello, allá por el invierno de 1981, darle un nuevo impulso a la empresa. Trapiello, que se hizo cargo de la misma, atendió a la selección de títulos y al diseño de las colecciones, 
 mientras Zapatero se ocupaba de la administración y de la distribución de los libros. 
Con cortas tiradas, que apenas superaban los 500 ejemplares en poesía y los 1 000 ejemplares para la prosa, los títulos se fueron sucediendo con autores como José Gutiérrez-Solana, Alberto Jiménez Fraud, Ramón Gómez de la Serna, Rafael Sánchez-Mazas, Ramón Gaya, Miguel Sánchez-Ostiz, Carlos Pujol, Antonio Gamoneda o Miguel Villalonga. También publicaron un buen número de narradoras: Soledad Puértolas, Carmen Martín Gaite o María Victoria Atencia. O libros de escritores extranjeros como Ezra Pound, Natalia Ginzburg, Valery Larbaud, Joseph Conrad, C. S. Lewis o Lampedusa.

### Un año en el sur
En 1985, Trieste publica Un año en el sur (para una educación estética), de Antonio Colinas, un diario novelado o novela lírica en la que el poeta leonés recorre los tres años de su estancia en un instituto de Córdoba. De Marià Manent se publica ese mismo año Diario disperso, en traducción de José Muñoz Millanes.
Los problemas llegarían pronto. Según ha confesado Trapiello, hacia 1986 Trieste se resquebraja. La editorial no tiene remanentes para continuar igual y Trapiello apuesta por la colección de autores nacionales. Sin embargo, Zapatero se decanta por la colección de autores extranjeros. El cisma provoca la salida de Trapiello y el final de la editorial, que sobrevive unos años, pero gravemente enferma.
Fallecido Zapatero, la editorial vendió sus fondos a precio de saldo a la cadena de restaurantes y librerías Vips, lo que propició, por ejemplo, que se conociera la obra de Natalia Ginzburg en España, cuyo libro Léxico Familiar se había publicado en Trieste gracias a Andrés Trapiello.